# Порт Џервис (Њујорк)
Порт Џервис (енгл. Port Jervis) град је у америчкој савезној држави Њујорк. По попису становништва из 2010. у њему је живело 8.828 становника.

## Демографија
Према попису становништва из 2010. у граду је живело 8.828 становника, што је 32 (0,4%) становника мање него 2000. године.
| Група             | 2000.         | 2010.         |
| Белци             | 7.589 (85,7%) | 6.735 (76,3%) |
| Афроамериканци    | 399 (4,5%)    | 654 (7,4%)    |
| Азијати           | 57 (0,6%)     | 117 (1,3%)    |
| Хиспаноамериканци | 660 (7,4%)    | 1.054 (11,9%) |
| Укупно            | 8.860         | 8.828         |